# Nichtdeterministisches Experiment
Ein nichtdeterministisches Experiment in der Psychologie ist ein Experiment, bei dem die Teilnehmer (Mensch oder Tier) nur scheinbar Lernaufgaben bewältigen müssen, in Wahrheit jedoch der Ausgang des Experiments (beispielsweise die Belohnung) unabhängig vom Verhalten des Teilnehmers ist.

## Aufbau des Experiments
Es wird z. B. ein nur scheinbar interaktiver Versuchsaufbau so gestaltet, dass die Antworten der Versuchsperson (meist Ja/nein-Entscheidungen) keinen Einfluss auf das angezeigte Ergebnis hat. Die Versuchsperson glaubt aber an einen echten interaktiven Versuchsaufbau und fühlt sich für das angezeigte Ergebnis direkt verantwortlich.
Folgt nun das angezeigte Ergebnis dem gewünschten und von der Versuchsperson erwarteten Ergebnis (der Lernkurve), geht die Versuchsperson davon aus, dass sie „richtig gelernt“ habe. Dies gilt auch, wenn die angezeigten Ergebnisse zufällig der Lernkurve folgen.
Einige nichtdeterministische Experimente sind durch Paul Watzlawick beschrieben worden (z. B. in „Wie wirklich ist die Wirklichkeit?“). Nach der Auswertung der Experimente zeigte sich, dass die Versuchspersonen die abenteuerlichsten Theorien über das „Gelernte“ entwickeln. Diese Theorien haben zwei erstaunliche Eigenschaften:
1. Sie sind resistent, d. h. teilweise glaubt die Versuchsperson weiterhin, ein erfolgreiches System gefunden zu haben; selbst dann noch, nachdem ihr gezeigt wurde, dass z. B. ein Schalter gar nicht angeschlossen war und somit der Versuchsaufbau nur scheinbar interaktiv war. (vgl. Spielsucht, Aberglaube)
2. Sie sind ansteckend. Bei einigen Versuchsaufbauten wurden die Versuchspersonen beim Abschlussgespräch mit Personen zusammengeführt, die die gestellte Lernaufgabe wirklich bewältigt hatten (in manchen Fällen wurde das Ergebnis dieser Personen immer als richtiges Ergebnis angezeigt, sie bewegen sich dann automatisch auf der Lernkurve). Häufig schlossen sich die „echten Lerner“ den eloquenten und feingliedrigen Ausführungen der „Falsch-Lerner“ an, weil sie ihren eigenen, oft simplen, aber richtigen Ausführungen misstrauten.

## Experimente mit Tieren

### Die abergläubische Ratte
Eine Variante dieser Experimente ist das sogenannte Experiment „Die abergläubische Ratte“. Der Versuchsaufbau ist so gestaltet, dass eine Ratte den Weg von einem beweglichen Gitter bis zu einem Futtertrog in ca. 2 Sekunden zurücklegen kann. Der Futtertrog wird aber nur gefüllt, wenn sie nach frühestens 4 Sekunden und spätestens nach 5 Sekunden am Futtertrog ankommt.
Ergebnis: Die Ratte wird irgendwann einmal nach dem Öffnen des Gitters nicht direkt zum Futtertrog laufen, sondern irgendeine Aktivität ausführen, die dazu führt, dass sie erst nach genau 4 bis 5 Sekunden am Futtertrog ankommt und somit die Bedingung zufällig erfüllt. Die Futterbelohnung führt zu einer Erhöhung der Wahrscheinlichkeit, dass die Ratte beim nächsten Versuchsdurchgang die gleiche Aktivität erneut ausführt, das heißt: zu einer Verstärkung. Vermenschlichend kann dieses Verhalten dahingehend gedeutet werden, sie „glaube“ nun (deshalb abergläubisch), dass diese Aktivität die Belohnung zur Folge hatte, und wiederhole deshalb die Aktivität.
Derartige Experimente können die Konditionierung skurriler Bewegungsabläufe zur Folge haben. Burrhus Frederic Skinner hat in Filmaufnahmen solches „abergläubisches Verhalten“ bei Haustauben dokumentiert.

### Das neurotische Pferd
Ähnlich gelagert sind auch Experimente (z. B. mit einem Pferd), bei denen eine Bestrafung erfolgt. Zum Beispiel durch einen Stromstoß mit einem gleichzeitig ausgelösten Warnton. Das erlernte Verhalten (die Vermeidung der Bestrafung), einschließlich der Reaktion auf den Signalton, wird beibehalten, auch wenn die Bestrafung durch den Stromstoß gar nicht mehr erfolgt (klassische Konditionierung). Erst mit dem Einsetzen der Vergessenskurve treten wieder Rückbildungen dieses Verhaltens auf.
Je stärker aber die Bestrafung war, desto länger dauert die Rückbildung.